# Assaf Kfoury
Assaf Kfoury, né le 8 avril 1945 , est un mathématicien et professeur d'informatique à l'université de Boston américain. Il est également un traducteur et éditeur.
Il a été conseiller de programme pour Oxfam America au début des années 1980, puis conseiller de programme et membre du conseil d'administration de Grassroots International lors de sa création en 1983.
Il intervient comme soutien politique au peuple palestinien, aux côtés de Noam Chomsky. Il est membre du comité de parrainage du Tribunal Russell sur la Palestine dont les travaux ont commencé le 4 mars 2009.